# 鼓山镇
鼓山镇是中国福建省福州市晋安区下辖的一个镇。戶籍人口（2019年）124778，面積50平方米公里，鎮政府駐地為福馬路478號。

## 名称由来
鼓山镇因境内的鼓山而得名。

## 行政区划
鼓山镇共辖20个社区、23个行政村及2个农场：茶会社区、日出东方社区、融侨东区社区、福茶社区、三木社区、都市社区、浦东社区、连翔社区、东城社区、大景城社区、连洋社区、前横社区、东山新苑社区、后浦社区、连凤社区、横屿佳苑社区、石鼓社区、宏山社区、双溪社区、岚山社区、鼓一村、鼓二村、鼓三村、鼓四村、前屿村、凤坂村、连潘村、后浦村、茶会村、上洋村、埠兴村、樟林村、红光村、洋里村、远东村、远中村、远西村、六一村、横屿村、湖塘村、东山村、园中村、潭桥村、蕉坑农场和鳝溪农场。

## 交通
- 福马铁路、福连铁路、樟福铁路：樟林站